# Jassa falcata
Jassa falcata is een vlokreeftensoort uit de familie van de Ischyroceridae. De wetenschappelijke naam van de soort werd in 1808 voor het eerst geldig gepubliceerd door George Montagu.